# Odiel Vanderlinden
Odiel Vanderlinden (23 augustus 1933 – 31 mei 2022) was een Belgisch wielrenner uit Bassevelde. 
Vanderlinden was jarenlang helper van Rik Van Looy. Zijn beste prestatie was een tweede plaats in een sprint bij de aankomst van de E3 Harelbeke 1960.
Odiel mocht eigenlijk geen coureur worden van zijn ouders, hij werkte bij een bakkerij en droeg er het brood rond met de fiets.

## Belangrijke uitslagen
| Wedstrijd          | Jaar | Plaats |
| ------------------ | ---- | ------ |
| E3 Prijs Harelbeke | 1960 | 2      |
| BK wegrit amateurs | 1956 | 6      |

## Ploegen
| Periode | Ploeg                      |
| ------- | -------------------------- |
| 1958    | Groene leeuw - Leopold     |
| 1959    | GEEN PLOEG - Onafhankelijk |
| 1960    | Faema                      |
| 1961    | M. Kint                    |